# Gare de Gendron - Celles
Ne doit pas être confondu avec Gare de Celles-Escanaffles.
La gare de Gendron - Celles est une gare ferroviaire belge de la ligne 166, de (Dinant) Y Neffe à Bertrix, située au hameau de Gendron sur le territoire de la commune de Houyet, province de Namur en région wallonne.
Elle est mise en service en 1896 par les Chemins de fer de l'État belge. C'est une gare de la Société nationale des chemins de fer belges (SNCB) desservie par des trains Omnibus (L), d'Heure de pointe (P) et Touristiques (T).

## Situation ferroviaire
Établie à 122 m d'altitude, la gare de Gendron - Celles est située au point kilométrique (PK) 7,20 de la ligne 166, de (Dinant) Y Neffe à Bertrix, entre les gares ouvertes de Anseremme et de Houyet.

## Histoire
La station de Gendron - Celles est mise en service le 1er avril 1896 par les Chemins de fer de l'État belge, lorsqu'ils ouvrent à l'exploitation la section de Houyet à Gendron - Celles. À partir du 27 juillet 1896, la ligne est achevée en aval jusqu'à Anseremme. Elle atteint Dinant en 1898 et les dernières sections manquantes au sud sont achevées en 1899.
Une gare de plan type 1881 de la variante munie d’une aile de trois travées à gauche du corps central y fut érigée et complétée par une cabine de signalisation.
Au début du XXe siècle, la ligne est mise à double voie entre Houyet et Anseremme ; une double voie d'évitement est réalisée à Gendron-Celles pour le garage des trains de marchandises. Du temps de la vapeur, elle était utilisée pour échanger la locomotive à vapeur car le profil de la ligne était plus difficile au sud de Gendron-Celles. Une voie d'évitement existe toujours.
Dans les années 1990, le bâtiment de la gare fut abandonné et en grande partie démoli. Seuls subsistent une petite partie de la gare et la cabine de signalisation (murée) ainsi qu’une maison de garde-barrière, qui est devenu une habitation. Les quais ont été modernisés et dotés d’abris.

## Service des Voyageurs

### Accueil
Halte SNCB, c'est un point d'arrêt non géré (PANG) à accès libre.

### Desserte
Gendron - Celles est desservie par des trains Omnibus (L) et d’Heure de pointe (P) de la SNCB, qui effectuent des missions sur la ligne 166.

#### Semaine
En semaine, la desserte comprend un train L par heure reliant Namur à Libramont via Dinant.
Il existe également deux trains d’heure de pointe, le matin :
- un train P reliant Bertrix à Dinant ;
- un train P reliant Bertrix à Namur.

#### Week-ends et fériés
La desserte se résume à un train L toutes les deux heures reliant Namur à Libramont.
L'été, il existe cinq trains touristiques (T) destinés aux amateurs de Kayak sur la Lesse (rivière). Ces trains circulent en début de journée de Dinant à Houyet.

### Intermodalité
Un parking pour les véhicules est disponible à proximité de l'ancien bâtiment voyageurs. Elle est desservie par des bus.

## Comptage voyageurs
Le graphique et le tableau montrent le nombre de passagers qui en moyenne embarquent durant la semaine, le samedi et le dimanche.
| Nombre de voyageurs qui embarquent à la gare de Gendron-Celles | Nombre de voyageurs qui embarquent à la gare de Gendron-Celles | Nombre de voyageurs qui embarquent à la gare de Gendron-Celles | Nombre de voyageurs qui embarquent à la gare de Gendron-Celles |
|                                                                | Semaine                                                        | Samedi                                                         | Dimanche                                                       |
| -------------------------------------------------------------- | -------------------------------------------------------------- | -------------------------------------------------------------- | -------------------------------------------------------------- |
| 1977                                                           | 31                                                             | 12                                                             | 32                                                             |
| 1978                                                           | 33                                                             | 22                                                             | 33                                                             |
| 1979                                                           | 42                                                             | 17                                                             | 34                                                             |
| 1980                                                           | 38                                                             | 13                                                             | 20                                                             |
| 1981                                                           | 29                                                             | 19                                                             | 12                                                             |
| 1982                                                           | 38                                                             | 30                                                             | 18                                                             |
| 1983                                                           | 29                                                             | 18                                                             | 22                                                             |
| 1984                                                           | 32                                                             | 10                                                             | 17                                                             |
| 1985                                                           | 30                                                             | 15                                                             | 26                                                             |
| 1986                                                           | 23                                                             | 17                                                             | 10                                                             |
| 1987                                                           | 32                                                             | 22                                                             | 43                                                             |
| 1988                                                           | 22                                                             | 18                                                             | 8                                                              |
| 1989                                                           | 21                                                             | 10                                                             | 12                                                             |
| 1990                                                           | 18                                                             | 38                                                             | 21                                                             |
| 1991                                                           | 37                                                             | 34                                                             | 49                                                             |
| 1992                                                           | 25                                                             | 19                                                             | 23                                                             |
| 1993                                                           | 31                                                             | 23                                                             | 48                                                             |
| 1994                                                           | 25                                                             | 16                                                             | 31                                                             |
| 1995                                                           | 8                                                              | 11                                                             | 20                                                             |
| 1996                                                           | 13                                                             | 19                                                             | 13                                                             |
| 1997                                                           | 21                                                             | 35                                                             | 7                                                              |
| 1998                                                           | 10                                                             | 12                                                             | 8                                                              |
| 1999                                                           | 5                                                              | -                                                              | -                                                              |
| 2000                                                           | 19                                                             | 6                                                              | 22                                                             |
| 2001                                                           | 13                                                             | 24                                                             | 24                                                             |
| 2002                                                           | 18                                                             | 8                                                              | 12                                                             |
| 2003                                                           | 26                                                             | 25                                                             | 40                                                             |
| 2004                                                           | 23                                                             | 32                                                             | 14                                                             |
| 2005                                                           | 15                                                             | 21                                                             | 42                                                             |
| 2006                                                           | 16                                                             | 11                                                             | 37                                                             |
| 2007                                                           | 20                                                             | 26                                                             | 34                                                             |
| 2008                                                           | -                                                              | -                                                              | -                                                              |
| 2009                                                           | 23                                                             | 10                                                             | 16                                                             |
| 2010                                                           | -                                                              | -                                                              | -                                                              |
| 2011                                                           | -                                                              | -                                                              | -                                                              |
| 2012                                                           | 17                                                             | 6                                                              | 8                                                              |
| 2013                                                           | 14                                                             | 11                                                             | 24                                                             |
| 2014                                                           | 18                                                             | 12                                                             | 38                                                             |
| 2015                                                           | 17                                                             | 26                                                             | 24                                                             |
| 2016                                                           | 16                                                             | 12                                                             | 48                                                             |
| 2017                                                           | 25                                                             | 32                                                             | 31                                                             |
| 2018                                                           | 23                                                             | 23                                                             | 10                                                             |
| 2019                                                           | 25                                                             | 19                                                             | 18                                                             |
| 2020                                                           | 21                                                             | 31                                                             | 62                                                             |
| 2021                                                           | -                                                              | -                                                              | -                                                              |
| 2022                                                           | 119                                                            | 71                                                             | 64                                                             |
| 2023                                                           | 48                                                             | 98                                                             | 138                                                            |
| 2024                                                           | 70                                                             | 46                                                             | 37                                                             |

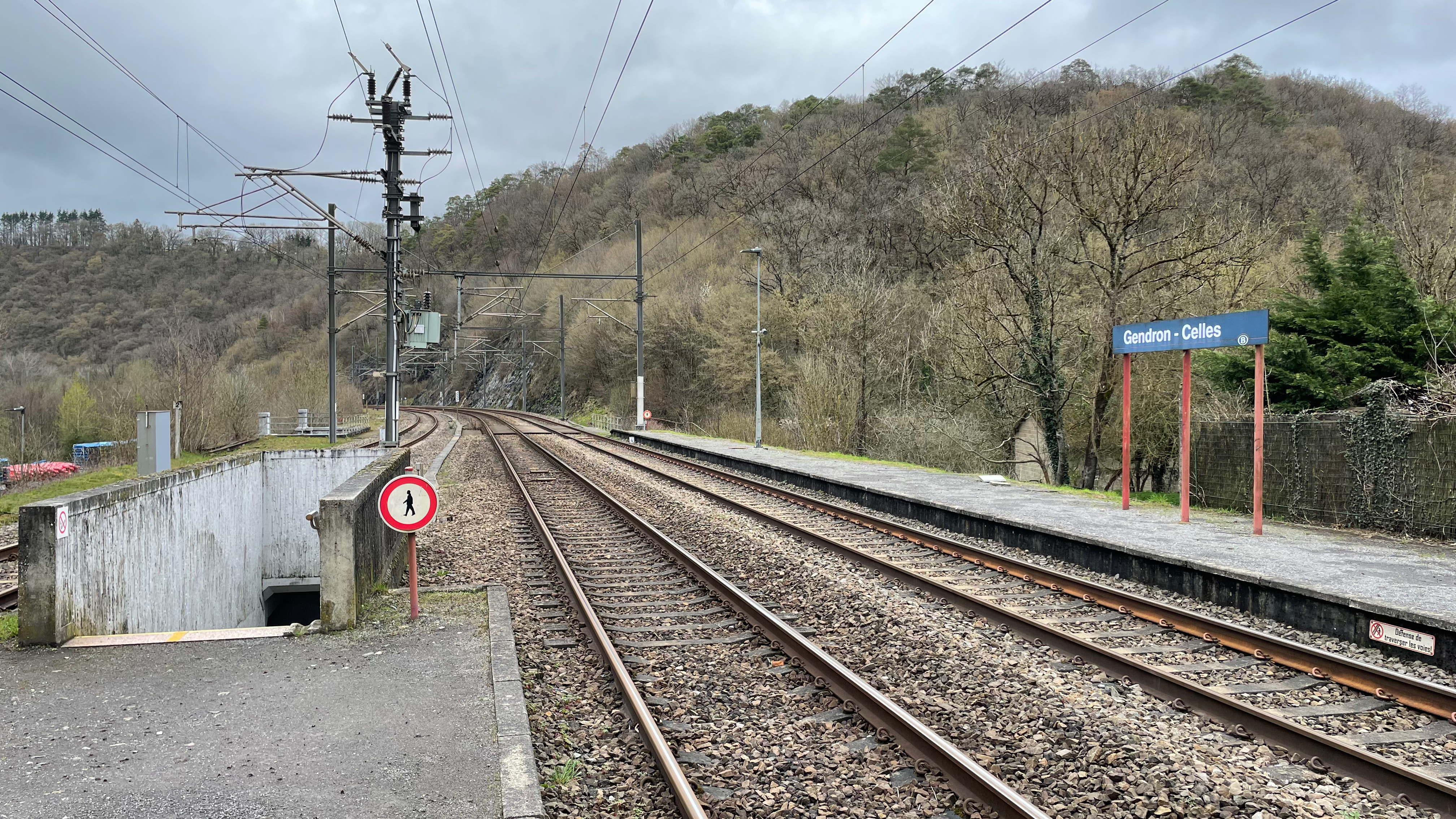
Vue de l'escalier d'accès au quai central.
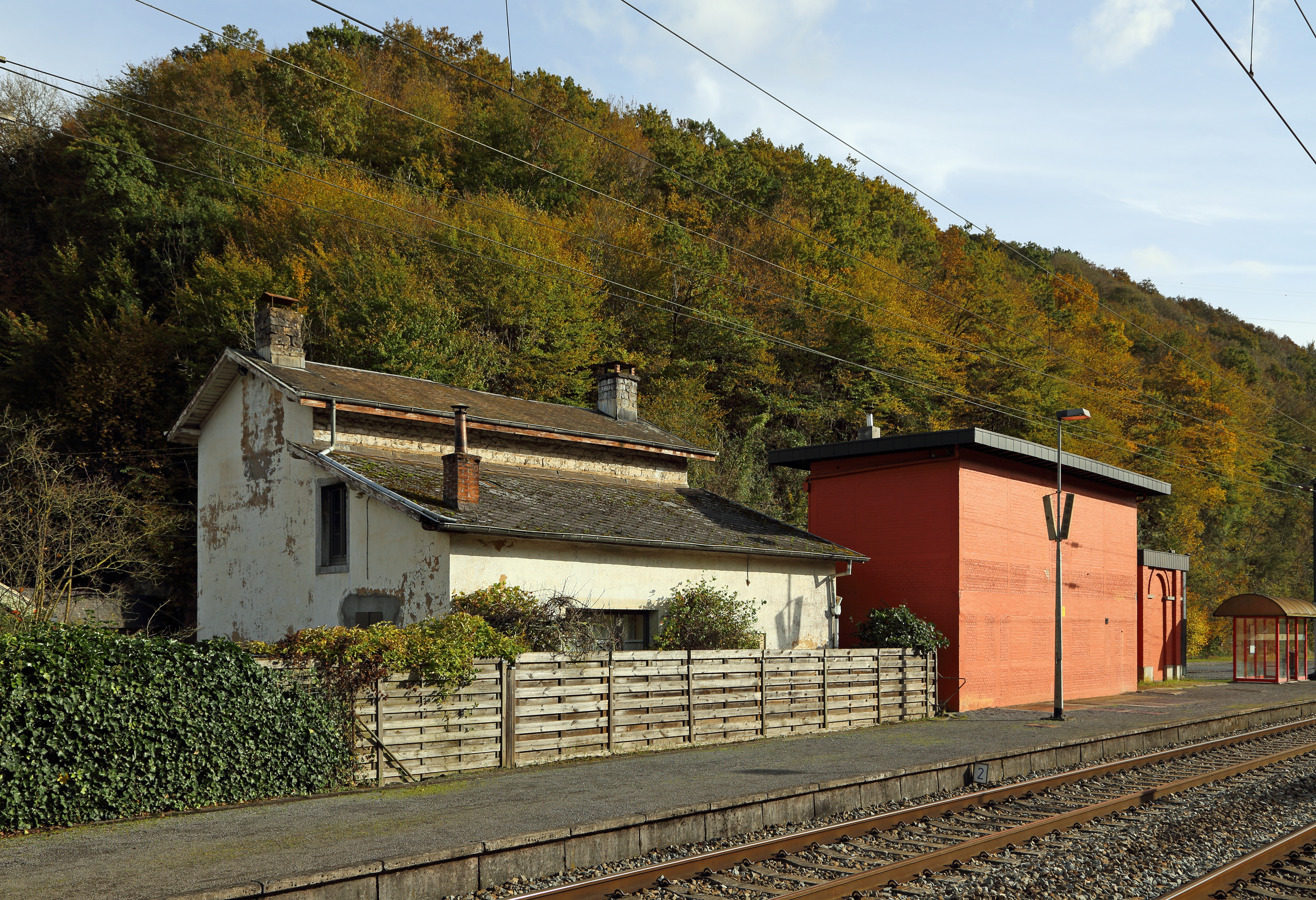
En blanc, l'ancienne maison du garde-barrière ; en brun, vestiges de la cabine de signalisation et du bâtiment à voyageurs
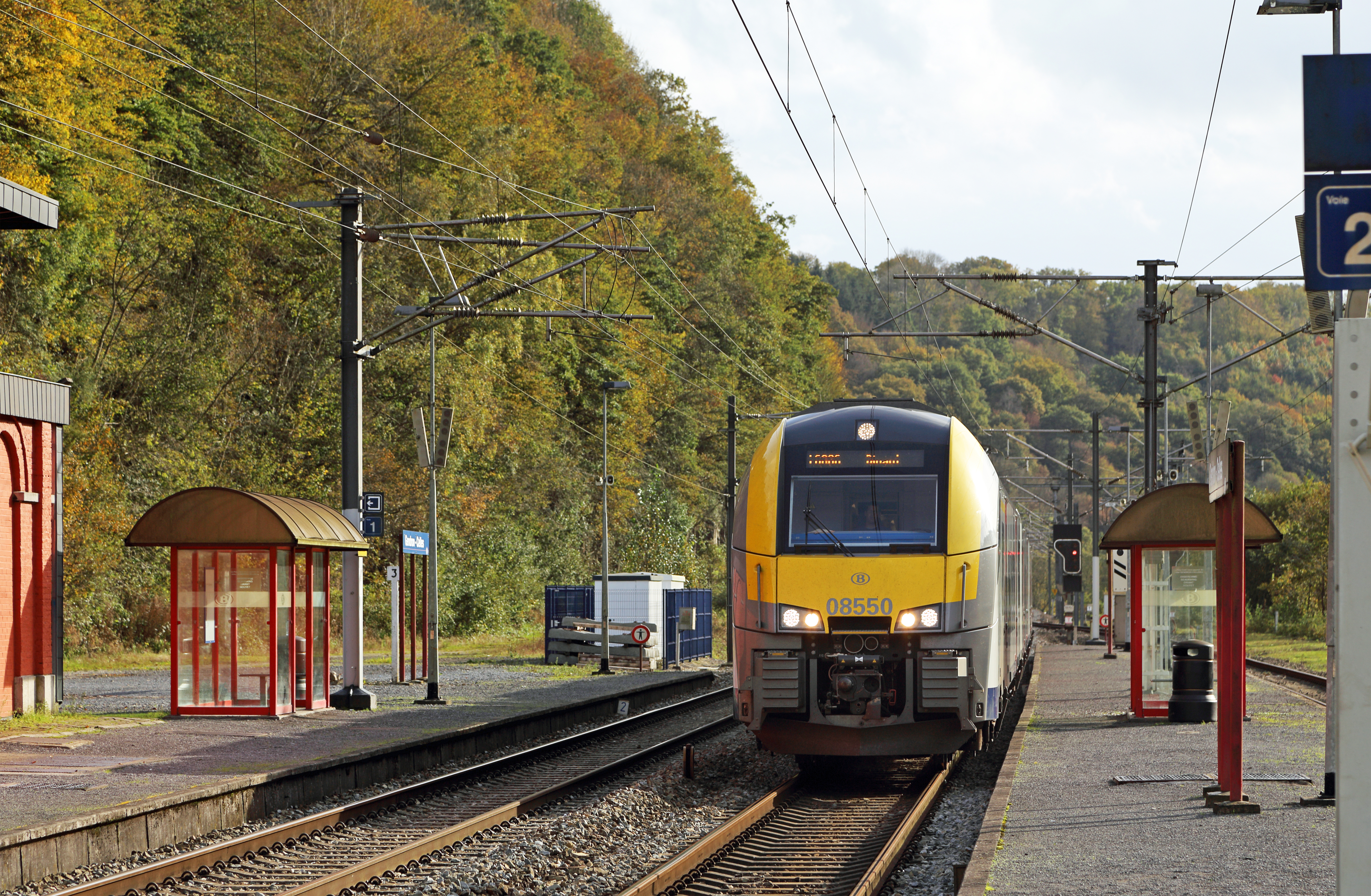
L'automotrice électrique 08550 en gare de Gendron-Celles.
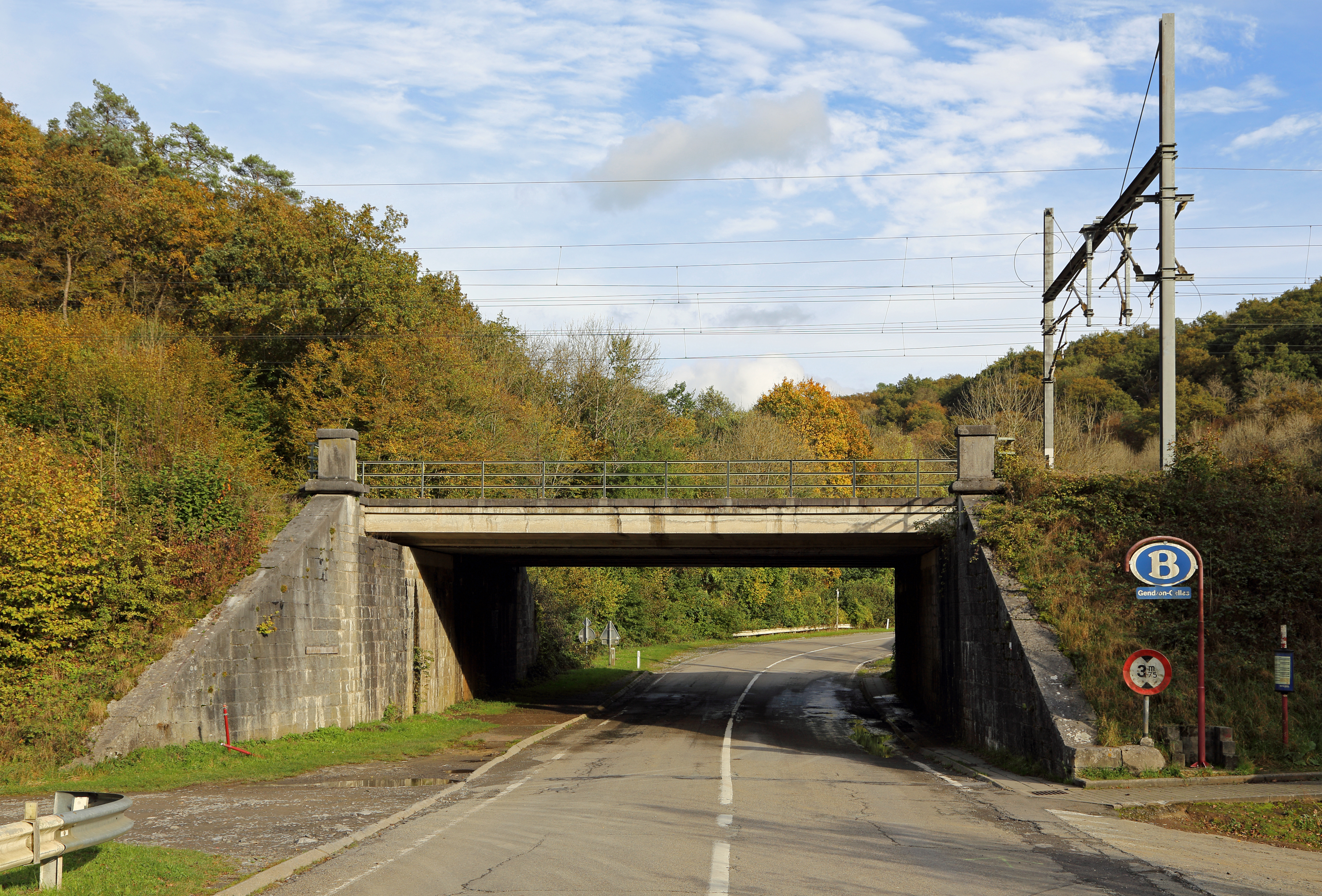
Le pont ferroviaire près de la gare ; à droite : l'accès aux voies 2 et 3. Ce pont supportait jadis quatre voies.